# جارغالانت (توف)
شهرستان جارغالانت (به زبان مغولی: Жаргалант  сум، [Žargalant sum]؛ ᠵᠢᠷᠭᠠᠯᠠᠩᠲᠤ ᠰᠤᠮᠤ، [jirɣalaŋtu sumu]) یک شهرستان (سُوم) در مغولستان است که در استان توف واقع شده‌است.

## تقسیمات اداری
شهرستان جارغالانت متشکل از ۴ قصبه (باغ) می‌باشد، شامل:
- اوگومور (مغولی: Өгөөмөр баг، [Ögöömör bag]؛ ᠥᠭᠭᠢᠶᠡᠮᠦᠷ ᠪᠠᠭ، [öggiyemür baɣ])
- بایان‌بلاغ (مغولی: Баянбулаг баг، [Bajanbulag bag]؛ ᠪᠠᠶ᠋ᠠᠨᠪᠤᠯᠠᠭ ᠪᠠᠭ، [bayanbulaɣ baɣ])
- بورال (مغولی: Буурал баг، [Buural bag]؛ ᠪᠤᠭᠤᠷᠤᠯ ᠪᠠᠭ، [buɣurul baɣ])
- جاغدال (مغولی: Загдал баг، [Zagdal bag]؛ ᠵᠠᠭᠳᠠᠯ ᠪᠠᠭ، [jaɣdal baɣ])